# Eugène Honée
Marie Antoine Eugène Alexander (Eugène) Honée (Meerssen, 22 februari 1900 – Haelen, 26 juli 1959) was een Nederlands politicus.
Hij werd geboren als zoon van Alexander Willem Emile Honée (1856-1908; gemeentesecretaris) en Anna Maria Mathilde Mertens (1868-1930). Hij ging in 1919 werken bij de gemeentesecretarie van Meerssen. Hij werd daar, in navolging van zijn vader, in 1927 benoemd werd tot gemeentesecretaris. In 1954 volgde zijn benoeming tot burgemeester van Haelen. Tijdens dat burgemeesterschap overleed Honée in 1959 op 59-jarige leeftijd.
Jan Hendrik Mertens, zijn overgrootvader van moederskant, was burgemeester van Bingelrade.